# Parlamento della Sierra Leone
Il Parlamento della Sierra Leone (in inglese: Parliament of Sierra Leone) è il parlamento monocamerale della Repubblica della Sierra Leone.

## Composizione e poteri
Il Parlamento della Sierra Leone è composto da 149 deputati aventi mandato quinquennale, di cui, 135 eletti in 16 circoscrizioni uninominali secondo un sistema maggioritario secco, e 14 nominati come capi locali dai distretti rurali del paese.
Essi rappresentano il popolo e compongono il potere legislativo del paese, esercitato appunto dall’Assemblea, la quale ha, oltre al compito di legiferare, quello di controllare e mettere sotto accusa il Presidente, nonché quello di redigere il bilancio statale.